# Anianiau
Anianiau (Magumma parva) är en utrotningshotad fågel i familjen finkar. Den förekommer enbart på en enda ö i Hawaiiöarna.

## Kännetecken

### Utseende
Anianiaun är en liten (10 cm) fågel med en kort, tunn och något nedåtböjd näbb. Hanen är lysande gul och saknar till skillnad från de liknande arterna kauai-nukupuun och akekeen som den delar utbredningsområde med mörkt i tygeln. Vingarna och stjärtfjädrarna är mörka brett kantade i gult. Honan och ungfågeln har en liknande men mattare fjäderdräkt.

### Läte
Sången består av en kraftfull drill med dubbla eller tredubbla toner, i engelsk litteratur återgivet som "weesee-weesee-weesee-" eller "weesity-weesity-weesity-". Typiskt läte är ett tvåstavigt "tew-weet", men även ett högljutt, enkelt "chirp" kan höras.

## Utbredning och systematik
Fågeln förekommer i fuktiga bergsskogar på ön Kauai i Hawaiiöarna. Den har tidigare placerats i släktena Viridonia och Hemignathus men förs nu vanligen som ensam art till Magumma. 

### Familjetillhörighet
Arten tillhör en grupp med fåglar som kallas hawaiifinkar. Länge behandlades de som en egen familj. Genetiska studier visar dock att de trots ibland mycket avvikande utseende är en del av familjen finkar, närmast släkt med rosenfinkarna. Arternas ibland avvikande morfologi är en anpassning till olika ekologiska nischer i Hawaiiöarna, där andra småfåglar i stort sett saknas helt.

## Status
Anianiaun har ett mycket begränsat utbredningsområde där habitatdegradering pågår. Beståndet, som uppskattas till endast mellan 3000 och 5000 vuxna individer, minskar med så mycket som 60  på tio år och hotas av fågelburen malaria som med klimatförändringar tros nå högre upp i bergstrakterna. Internationella naturvårdsunionen IUCN kategoriserar den som starkt hotad.